# Памятник Гугуцэ

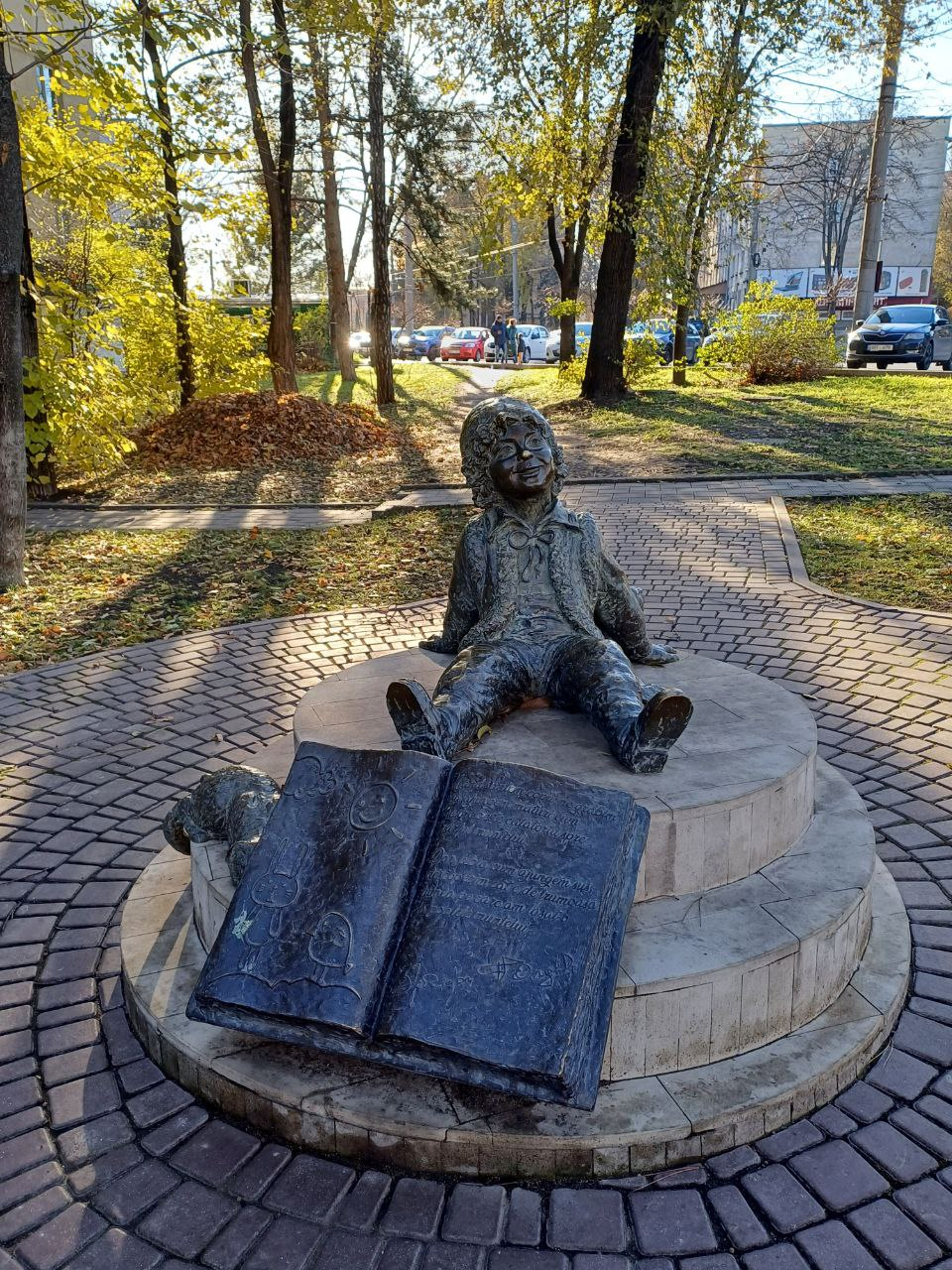
Памятник Гугуцэ

Памятник Гугуцэ (рум. Monumentul lui Guguță) — памятник в Кишинёве, Молдова. Расположен в секторе Рышкановка, в сквере Гугуцэ по улице Киевской. Сквер был открыт одновременно с установлением памятника 15 мая 2021 года.
Памятник посвящён Гугуцэ — литературному герою, придуманному писателем Спиридоном Вангели. Он является главным героем таких произведений как «Приключения Гугуцэ», «Гугуцэ — капитан корабля», «Гугуцэ и его друзья» и других.
Работа выполнена из бронзы, её высота составляет 1,5 метра. На постаменте сидит Гугуцэ, рядом с ним лежит раскрытая книга с цитатой Вангели о детстве и взрослении, за книгой прячется кошка. Цитата гласит:

Когда мы дети, мы спешим стать взрослыми, как путник, спешащий на вершину горы.
Но только оказавшись наверху, мы понимаем, как прекрасен тот мир, который мы оставили у подножия горы.
Оригинальный текст (рум.)Când suntem copii, ne grăbim să ajungem maturi cum se grăbește călătorul spre vârful muntelui.

Dar abia cum ajungem sus, descoperim cât e de frumoasă lumea pe care am lăsat o la poalele muntelui.

Автором памятника «Гугуцэ» является молдавский скульптор — Вячеслав Жиглицкий.

## Галерея

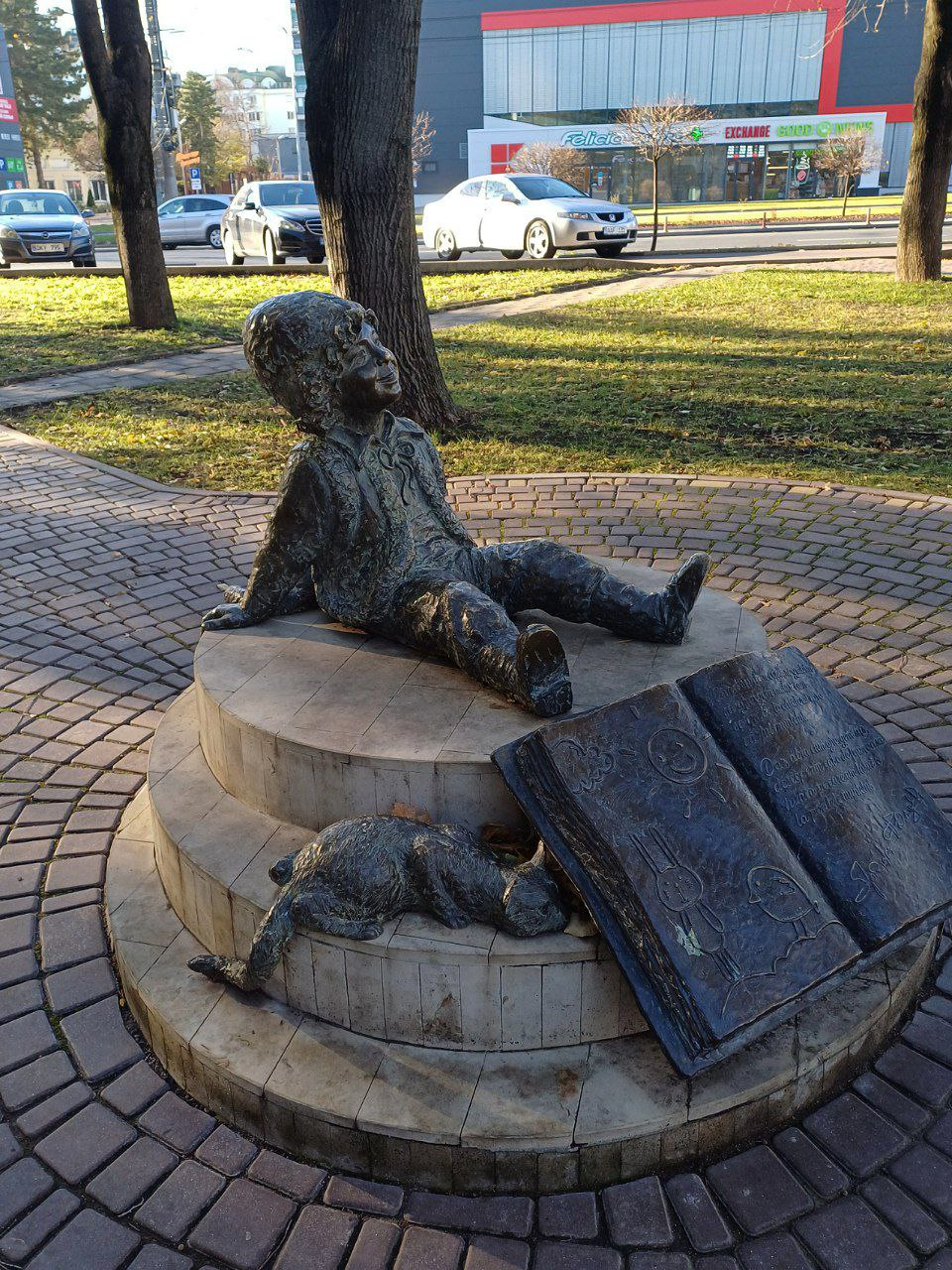
Памятник другом ракурсе
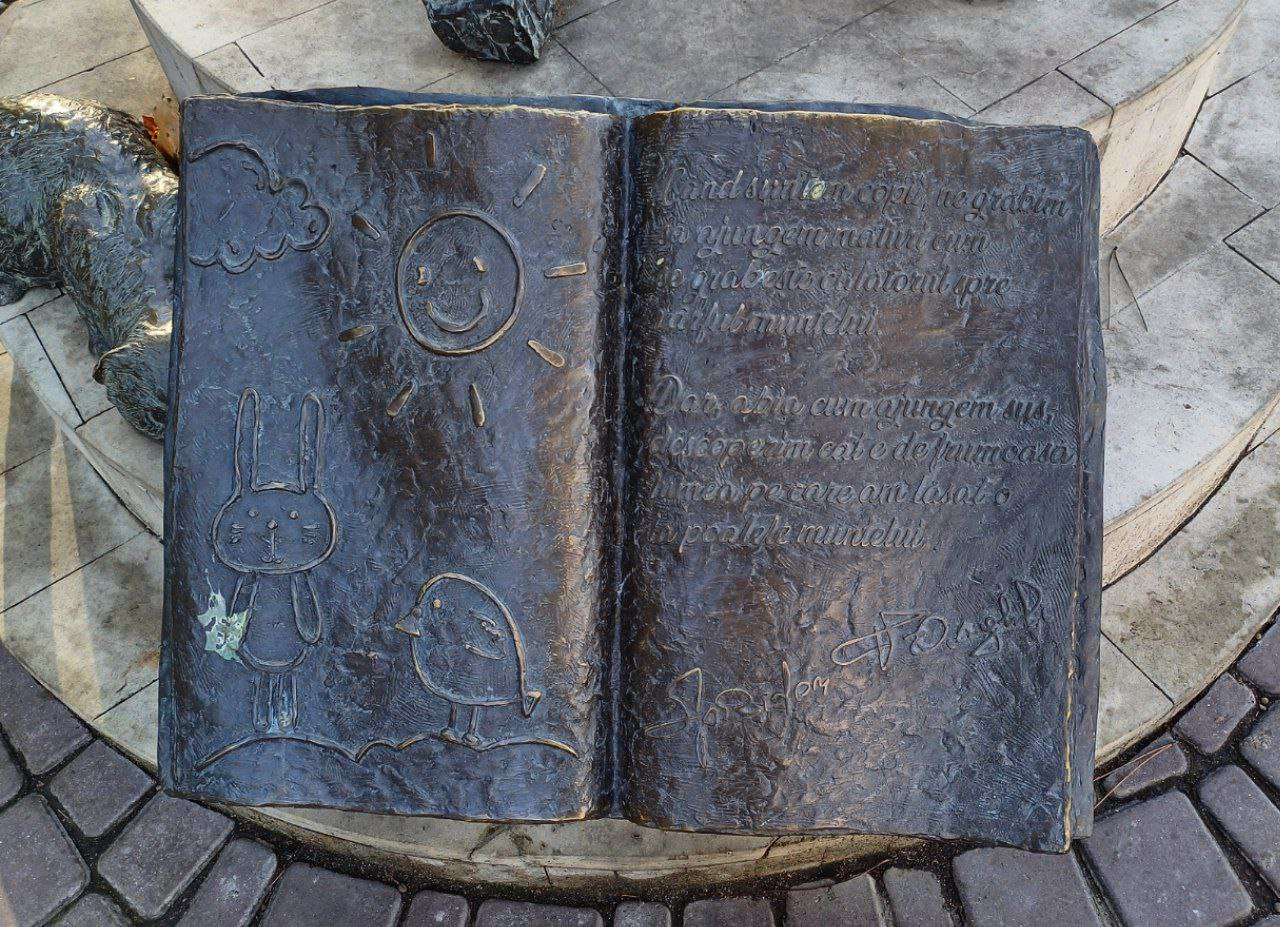
Цитата Вангели на памятнике